# مانويل تونيون دي لارا
مانويل تونيون دي لارا (بالإسبانية: Manuel Tuñón de Lara) (1915 - 1997)، هو مؤرخ إسباني كبير يعد أحد أبرز علامات التاريخ المعاصر، وكان أحد الذين عارضو دكتاتورية فرانكو، وتعرض بسبب ذلك للإضظهاد، حتى إضطر عام 1946م للهجرة إلى فرنسا، حيث عمل استاذاً بجامعاتها للآدب الاسباني، ثم عاد إلى بلاده مرة أخرى عام 1972، وترك برحيله تراثاً يضم 29 مؤلفاً تعالج أحداث بلاده السياسية والاجتماعية خلال القرنين التاسع عشر والعشرين الميلاديين.
ولد في مدريد في 8 سبتمبر 1915 في عائلة أندلسية من المثقفين والسياسيين الجمهوريين، تخرج في القانون من جامعة مدريد عام 1936. وفي عام 1932 إنضم إلى اتحاد الشباب الشيوعي. بعد وفاة فرانكو ونهاية الدكتاتورية عاد إلى إسبانيا عمل أستاذ في جامعة جزر البليار وجامعة بلاد الباسك.
توفي في بلدة لايايوا يوم 25 يناير 1997 عن عمر ناهز 81 عاماً.

## من مؤلفاته
- من الأنكا إلى الهنود (1956).
- «إسبانيا في القرن التاسع عشر (1808-1914)» (1961).
- مقدمة في تاريخ الحركة العمالية (1965)
- إسبانيا في القرن العشرين (1966).

وكتب آخرى كثيرة...